# Nectandra japurensis
Espèce
Statut de conservation UICN

 VU  : Vulnérable
Nectandra japurensis est une espèce de plantes à fleurs de la famille des Lauraceae trouvée au Brésil et au Pérou.

## Publication originale
- Systema Laurinarum 335. 1836. (30 Oct-5 Nov 1836)